# Студентський квиток

Обкладка квитка (сторона А)

Зміст квитка (сторона Б)

Студе́нтський квито́к — документ з персональними даними про особу студента. Кожен студент при вступі до вищого навчального закладу, технікуму чи до училища отримує цей документ.

## Історія

### Книжний студентський квиток
Спочатку студентський квиток являв собою посвідчення у формі невеликої книжечки з твердою обкладинкою на якому було або назва вищого навчального закладу в якому він був виданий, або просто написано «Студентський квиток». Відкривши книжечку можна було дізнатися про власника даного документа. На першій сторінці: прізвище, ім'я, по батькові, фотографія, виш, факультет та обов'язковий підпис ректора. На другій — відмічалися роки навчання студента, і щороку доводилося перереєстровувати квиток при переході за ступенями навчання.

### Пластиковий студентський квиток
2001 року в Україні і ще декількох країнах студентський квиток замінили, зробили його з пластику, чим набагато спростили його. Пластик практичніший, ніж книжечка — він менше заношується й довше тримає охайний вигляд. На пластиковій картці також вказана інформація про студента, наявна фотографія. Перевагою пластикового студентського є те, що його не доводиться щороку перереєстровувати, він видається на весь строк навчання.

### Електронний студентський квиток
Міністерство освіти та науки спільно з Національним банком України у вересні 2006 році з використанням технології Національної системи масових електронних платежів почав експеримент з впровадження інформаційно-аналітичної системи обліку й відшкодування пільг, які надаються студентам вищих навчальних закладів I—IV рівнів акредитації. Експеримент завершився успішно. Цей експеримент передбачав реалізацію системи обслуговування електронних студентських квитків в установах «Укрзалізниці» з функціями надання автоматизованої пільги на перевезення студентів залізничним транспортом, що є першим кроком до відпрацювання технології функціонування автоматизованої системи надання соціальних пільг громадянам України (система «Соціальна картка»).
Починаючи з 1 вересня 2010 року, з метою введення в експлуатацію даної системи при продажу проїзних квитків, почате поетапне впровадження електронного студентського квитка як елемента такої системи, в рамках якої за допомогою електронного студентського квитка будуть відслідковуватися соціальні пільги, що надаються студентам, а також здійснюватися їх відшкодування з Державного бюджету України.
Електронний студентський видається студенту після вступу до ВНЗ чи ПТУ на весь період навчання, продовження терміну дії квитка здійснюється за допомогою чипа електронного студентського квитка. Продовження здійснюється в системі «Арм Реєстрація Студента» або через автоматизовану систему «ВНЗ».
Можливості електронного студентського квитка:
- Платіжний інструмент. Студентський квиток виконує функцію банківської картки, за допомогою якої можна зняти гроші в банкоматах, які підтримують НСМЕП, а також сплачувати покупки.
- Обмеження доступу сторонніх осіб до навчальних закладів та гуртожитків студмістечка. За допомогою електронного студентського квитка здійснюється доступ в корпуси ВНЗ та гуртожиток, в якому проживає студент.
- Надання пільг. Електронний квиток використовується як проїзний документ, що надає студенту право на пільговий проїзд у міському пасажирському, залізничному транспорті, міжміських автобусах, а також у метрополітені.
- Читацький квиток. Студентський квиток може бути використаний як читацький квиток в бібліотеках.

Виготовляє електронні студентські квитки Державний центр прикладних інформаційних технологій МОН разом з Науково-дослідним інститутом прикладних інформаційних технологій Кібернетичного центру Національної академії наук України на основі сучасних технологій державної системи «ІВС Освіта».

## Міжнародний студентський квиток
Міжнародний студентський квиток або картка ISIC (англ. International Student Identify Card — Міжнародне студентське посвідчення) — це єдине офіційно визнане у всьому світі посвідчення особи студента.
Дисконтна картка, яка дає знижки в Україні та за кордоном від 5 % до 95 % (розміщення в готелях, хостелах; авіа- і залізничні квитки, міський транспорт; відвідування музеїв, театрів, виставок та багато іншого). Картка доступу до безкоштовної цілодобової лінії екстреної допомоги +44 20 8666 9205. Доступ до міжнародної пільгової системи телекомунікацій ISIConnect — пільгові тарифи, знижки до 70 % на міжнародні телефонні розмови.
За ініціативою ЮНЕСКО у 1949 році було засновано Міжнародну Конфедерацію Студентського Туризму ISTC (International Student Travel Confederation), головна мета якої — сприяти розвитку студентського туризму, освітніх і культурних обмінів, заохочувати поширення знань про різні країни та культури й тим самим сприяти зміцненню взаєморозуміння між народами.
Однією з 5 асоціацій, що входять до ISTC, є Асоціація Міжнародного Студентського посвідчення ISIC. Основне завдання посвідчення ISIC — служити інтересам учнівської молоді та забезпечувати всесвітнє «положення студента». Зараз ISIC діє в 130 країнах світу. Щороку більш ніж 4,5 мільйона студентів у всьому світі стають власниками карток ISIC.
Власниками картки ISIC можуть стати школярі від 12 років, студенти, аспіранти стаціонарної форми навчання всіх навчальних закладів.
Для оформлення ISIC необхідно надати:
- заповнену заявку на оформлення посвідчення
- документ, який підтверджує статус студента/учня (студентський/учнівський квиток, довідка з навчального закладу або залікова книжка)
- документ, що засвідчує особу та підтверджує дату народження: паспорт, закордонний паспорт, свідоцтво про народження або посвідчення водія
- фотографію формату 3×4
- готівку або оригінал квитанції про оплату

З 15 лютого 2019 р. вартість оформлення ISIC складає 250 гривень.
Терміни виготовлення та наявність бланків картки потрібно попередньо узгодити у профспілковому комітеті студентів.

## Персональні дані про студента
- Прізвище, ім'я, по батькові та цифрову фотографію студента;
- Назву навчального закладу, факультету (відділення), структурного підрозділу, форми навчання, групи (за наявності незмінної назви груп у навчальному закладі) студента;
- Термін дії, серію та номер квитка;
- Індивідуальний штрих-код квитка, інформацію про наявність пільг та додаткову інформацію навчального закладу (на вимогу навчального закладу).